# Gran Premio della Liberazione
Il Gran Premio della Liberazione è una corsa in linea maschile di ciclismo su strada che si disputa annualmente a Roma, in Italia, il 25 aprile. È riservata alla categoria Under-23, e dal 2005 fa parte del calendario dell'UCI Europe Tour come prova di classe 1.2MU.

## Storia
Disputata per la prima volta nel 1946, fino al 2004 è stata riservata alla categoria "Dilettanti".
La corsa si svolge attorno alle Terme di Caracalla ed ha visto negli anni successi prestigiosi, tra i quali su tutti spicca quello di Gianni Bugno nel 1985. Degne di nota sono anche le vittorie di Claudio Golinelli nel 1983, di Dmitrij Konyšev nel 1987, di Alessandro Bertolini nel 1993, di Lorenzo Bernucci nel 2000, di Matthew Goss nel 2006 e di Matteo Trentin nel 2011.
Fino al 2018 è stato organizzato dal "Velo Club Primavera Ciclistica" diretto da patron Eugenio Bomboni, mentre dal 2021 è organizzato dal Team Bike Terenzi di Ladispoli.

## Albo d'oro
Aggiornato all'edizione 2025.
| Anno | Vincitore                             | Secondo                               | Terzo                                 |
| ---- | ------------------------------------- | ------------------------------------- | ------------------------------------- |
| 1946 | Gustavo Guglielmetti                  | Spartaco Rosati                       | Silvio Mazzella                       |
| 1947 | Spartaco Rosati                       | Paolo Santolini                       |                                       |
| 1948 | Bruno Fossa                           | Marcello Spadolini                    | Bruno Pontisso                        |
| 1949 | Alfio Benfenati                       | Dino Lambertini                       | Fernando Cioni                        |
| 1950 | Donato Piazza                         | Alighiero Ridolfi                     | Alvaro Faggiani                       |
| 1951 | Vincenzo Zucconelli                   | Ivo Mancini                           | Pietro Babini                         |
| 1952 | Renzo Maurizi                         | Otello Fabellini                      |                                       |
| 1953 | Nazareno Venturini                    | Ardelio Trape                         |                                       |
| 1954 | Cleto Maule                           | Quinto Furloni                        | Alessandro Centioni                   |
| 1955 | Giancarlo Ceppi                       | Alberto Emiliozzi                     | Quinto Furloni                        |
| 1956 | Aurelio Cestari                       | Alberto Emiliozzi                     | Dino Bruni                            |
| 1957 | Salvatore Morucci                     | Livio Trapè                           | Settimio Marcotulli                   |
| 1958 | Remo Tamagni                          | Giuliano Natucci                      | Ignazio Aru                           |
| 1959 | Romeo Venturelli                      | Mario Bampi                           | Giorgio Brigliadori                   |
| 1960 | Aurelio Bianchi                       | Vincenzo Meco                         | Bruno Mealli                          |
| 1961 | Teodoro Cerbella                      | Alfredo Marocchi                      | Mario Di Fausto                       |
| 1962 | Antonio Toniolo                       | Primo Nardello                        | Marcello Mugnaini                     |
| 1963 | Antonio Toniolo                       | Antonio Tagliani                      | Renato Pelizzoni                      |
| 1964 | Carlo Storai                          | Roberto Ballini                       | Vincenzo Meco                         |
| 1965 | Ferruccio Manza                       | Luciano Soave                         | Jan Smolík                            |
| 1966 | Jaroslav Kvapil                       | Carlo Gallazzi                        | Jan Smolík                            |
| 1967 | Carlo Galazzi                         | Giacinto Santambrogio                 | Silvano Davo                          |
| 1968 | Attilio Rota                          | Pierfranco Vianelli                   | Mario Giaccone                        |
| 1969 | Pietro Mingardi                       | Franco Fama                           | Aleksandr Kulibin                     |
| 1970 | Rudolf Labus                          | Franco Ongarato                       | Pierino Gavazzi                       |
| 1971 | Giuseppe Maffeis                      | Rudolf Labus                          | Franco Ongarato                       |
| 1972 | Jurij Osincev                         | Tullio Rossi                          | Francesco Moser                       |
| 1973 | Ivan Trifonov                         | Jan Stejskal                          | Karl-Dietrich Diers                   |
| 1974 | Cvetko Bilić                          | Rainer Salan                          | Reinhard Langanke                     |
| 1975 | Palmiro Masciarelli                   | Rudolf Labus                          | Walter Tabai                          |
| 1976 | William Nickson                       | Mario Gualdi                          | Riccardo Magrini                      |
| 1977 | Bob Downs                             | Francesco Tosi                        | Alipi Kostadinov                      |
| 1978 | Henning Jørgensen                     | George Mount                          | Norbert Dürpisch                      |
| 1979 | Walter Delle Case                     | Emanuele Bombini                      | Diego Riva                            |
| 1980 | Marco Cattaneo                        | Silvestro Milani                      | Flavio Zappi                          |
| 1981 | Ivan Miščenko                         | Oleg Logvin                           | Charkid Zagretdinov                   |
| 1982 | Andrzej Serediuk                      | Marco Vitali                          | Régis Simon                           |
| 1983 | Claudio Golinelli                     | Thomas Barth                          | Luigi Bussacchini                     |
| 1984 | Jorge Domínguez                       | Alberto Volpi                         | Steve Bauer                           |
| 1985 | Gianni Bugno                          | Luigi Orlandi                         | Milan Jurčo                           |
| 1986 | Marc van Orsouw                       | John Talen                            | Osmany Álvarez                        |
| 1987 | Dmitrij Konyšev                       | Bernd Gröne                           | Alberto Destro                        |
| 1988 | Bernd Gröne                           | Mario Cipollini                       | Dmitrij Konyšev                       |
| 1989 | Joachim Halupczok                     | Claudio Brandini                      | Djamolidine Abdoujaparov              |
| 1990 | Uwe Winter                            | Marco Artunghi                        | Robert Pintarič                       |
| 1991 | Andrea Solagna                        | Mauro Bettin                          | Simone Biasci                         |
| 1992 | Vasilij Davidenko                     | Andrew Perks                          | Sylvain Bolay                         |
| 1993 | Alessandro Bertolini                  | Michele Zamboni                       | Ivano Zucotti                         |
| 1994 | Alex Pedersen                         | Michelangelo Cauz                     | Luigi Simion                          |
| 1995 | Paolo Valoti                          | Marco Antonio Di Renzo                | Claudio Camin                         |
| 1996 | Davide Casarotto                      | Davide Montanari                      | Gilberto Zattoni                      |
| 1997 | Cristiano Citton                      | Torsten Nitsche                       | Romāns Vainšteins                     |
| 1998 | Roberto Savoldi                       | Filippo Perfetto                      | Eliseo Dal Re                         |
| 1999 | Marco Zanotti                         | Giorgio Bosisio                       | Matthias Kessler                      |
| 2000 | Lorenzo Bernucci                      | Graziano Gasparre                     | Israel Núñez                          |
| 2001 | Alberto Loddo                         | Jaroslav Popovyč                      | Daniele Pietropolli                   |
| 2002 | Andrea Sanvido                        | Ivan Ravaioli                         | Mariusz Wiesiak                       |
| 2003 | Davide Garbelli                       | Denys Kostjuk                         | Francesco Failli                      |
| 2004 | Daniele Colli                         | Juan Pablo Magallanes                 | Stefano Basso                         |
| 2005 | Chris Sutton                          | Riccardo Riccò                        | Fabio Sabatini                        |
| 2006 | Matthew Goss                          | Manuel Belletti                       | Cristiano Fumagalli                   |
| 2007 | Manuele Boaro                         | Mauro Finetto                         | Simon Clarke                          |
| 2008 | Andrea Grendene                       | Nicola Galli                          | Marcello Pavarin                      |
| 2009 | Sacha Modolo                          | Michael Matthews                      | Francesco Lasca                       |
| 2010 | Jan Tratnik                           | Michael Matthews                      | Edoardo Costanzi                      |
| 2011 | Matteo Trentin                        | Michael Hepburn                       | Sonny Colbrelli                       |
| 2012 | Enrico Barbin                         | Andrea Fedi                           | Davide Villella                       |
| 2013 | Il'ja Koševoj                         | Adam Phelan                           | Alberto Bettiol                       |
| 2014 | Evgenij Šalunov                       | Simone Consonni                       | Liam Bertazzo                         |
| 2015 | Lucas Gaday                           | Simone Consonni                       | Francesco Castegnaro                  |
| 2016 | Vincenzo Albanese                     | Grigorij Štein                        | Francesco Castegnaro                  |
| 2017 | Seid Lizde                            | Michel Piccot                         | Aljaksandr Rabušėnka                  |
| 2018 | Alessandro Fedeli                     | Žiga Jerman                           | Gabriel Cullaigh                      |
| 2019 | non disputata                         | non disputata                         | non disputata                         |
| 2020 | annullata per la Pandemia di COVID-19 | annullata per la Pandemia di COVID-19 | annullata per la Pandemia di COVID-19 |
| 2021 | Michele Gazzoli                       | Nicolò Pencedano                      | Lorenzo Quartucci                     |
| 2022 | Henri Uhlig                           | Martin Marcellusi                     | Carlo Francesco Favretto              |
| 2023 | Alessandro Romele                     | Gustav Wang                           | Alessandro Pinarello                  |
| 2024 | Davide Donati                         | Andrea Montoli                        | Federico Biagini                      |
| 2025 | Lorenzo Masciarelli                   | Bruno Kessler                         | Andrea Alfio Bruno                    |